# Yusuke Kobayashi (fotbollsspelare född 1983)
Yusuke Kobayashi (小林 優希 Kobayashi Yusuke?), född 16 oktober 1983 i Hiroshima prefektur, är en japansk före detta fotbollsspelare.
Kobayashi började sin karriär 2006 i NEC Tokin. 2008 flyttade han till Fagiano Okayama. Han spelade 104 ligamatcher för klubben. Han avslutade karriären 2011.